# Melbourne
Melbourne (Phát âm tiếng Anh: /ˈmɛlbən/ ⓘ;, thường được viết tắt là Mel hay Melb) là một thành phố cảng nằm ở khu vực đông nam của Úc. Đây là thủ phủ và thành phố lớn nhất bang Victoria, và là thành phố lớn thứ hai ở Úc. Địa danh "Melbourne" dùng để gọi tên toàn bộ vùng đô thị rộng hơn 9.900 km² gồm nhiều khu dân cư khác nhau, đồng thời cũng là tên gọi phần trung tâm nội ô thành phố. Vùng đô thị ngày nay toạ lạc quanh một vịnh kín tự nhiên gọi là Vịnh Port Phillip và bao trùm trên một vùng rộng lớn từ vùng đồi xen lẫn đồng cỏ ở gần chân núi Macedon đến Dãy núi Dandenong và bán đảo Mornington ở phía đông và đông nam. Trải qua nhiều thập niên phát triển và nhập cư ồ ạt, Melbourne đã trở thành nhà của hơn 4,5 triệu người đến từ hàng trăm nước trên thế giới.
Được thành lập năm 1835, bởi những người định cư từ Launceston trong Vùng đất Van Diemen (Tasmania ngày nay), Melbourne từ một thị trấn vùng sâu vùng xa của New South Wales nhanh chóng phát triển thành thủ phủ một thuộc địa. Toàn quyền NSW Richard Bourke đã đặt tên nơi đây là Melbourne, theo tên của William Lamb, Tử tước Melbourne, Thủ tướng nước Anh đương thời. Không lâu sau khi được nâng cấp lên Thành phố năm 1847, Melbourne đón nhận dòng dòng người nhập cư ồ ạt do hai cuộc đổ xô tìm vàng kéo đến. Nguồn vốn nhân lực và tài lực mới đã biến nơi này thành một trong những đô thị hào hoa và thịnh vượng bậc nhất thế giới trong giai đoạn cuối thế kỷ 19. Có lẽ vì thế mà sau khi Liên bang Úc được thành lập năm 1901, Melbourne đã được chọn làm thủ đô lâm thời đến tận năm 1927.
Thứ hạng cao về giáo dục, nghiên cứu, y tế, du lịch, thể thao cùng môi trường trong lành, mát mẻ và mạng lưới giao thông công cộng rộng khắp giúp Melbourne giữ vững vị trí quán quân "thành phố đáng sống" trong suốt 6 năm liền. Về kinh tế, Melbourne còn là trung tâm thương mại, tài chính quan trọng trong khu vực châu Á - Thái Bình Dương và xếp hạng thứ 30 trên Bảng chỉ số Trung tâm Tài chính Toàn cầu. Còn đối với người dân xứ sở chuột túi, thành phố còn đảm nhiệm vai trò là "kinh đô văn hoá" nước nhà, và là nơi khởi nguồn của nền điện ảnh truyền hình nước nhà, nơi khai sinh ra môn thể thao bóng đá Úc và trường phái hội hoa ấn tượng phong cách Úc. Thành phố còn được liệt kê trong danh sách các Thành phố Văn chương UNESCO, và là thiên đường của âm nhạc, kịch nói, nghệ thuật truyền thống và nhiều loại hình nghệ thuật đường phố đặc sắc. Melbourne đăng cai Thế vận hội Olympic năm 1956.
Theo tiêu chuẩn về "dịch vụ cao cấp", Melbourne được nhóm nghiên cứu GaWC xếp vào loại hai ("các thành phố nhỏ của thế giới") đằng sau các thành phố như Montréal, Osaka hay Praha. Thành phố này có số lượng sinh viên quốc tế thuộc loại đông nhất trên thế giới, sau London, New York và Paris.
Melbourne hiện đang sở hữu mạng lưới xe điện mặt đất (tramway) lớn nhất trên thế giới, với gần 250 km đường sắt đôi phủ kín khu vực đô thị và vùng ngoại ô của thành phố.

## Tên gọi
Thành phố được đặt tên theo Thủ tướng Anh, William Lamb, Tử tước Melbourne, người sống gần Melbourne ở Derbyshire, Anh. Melbourne có gốc từ Mylla Burne trong tiếng Anh cổ và có nghĩa là "Mill Stream".

## Địa lý

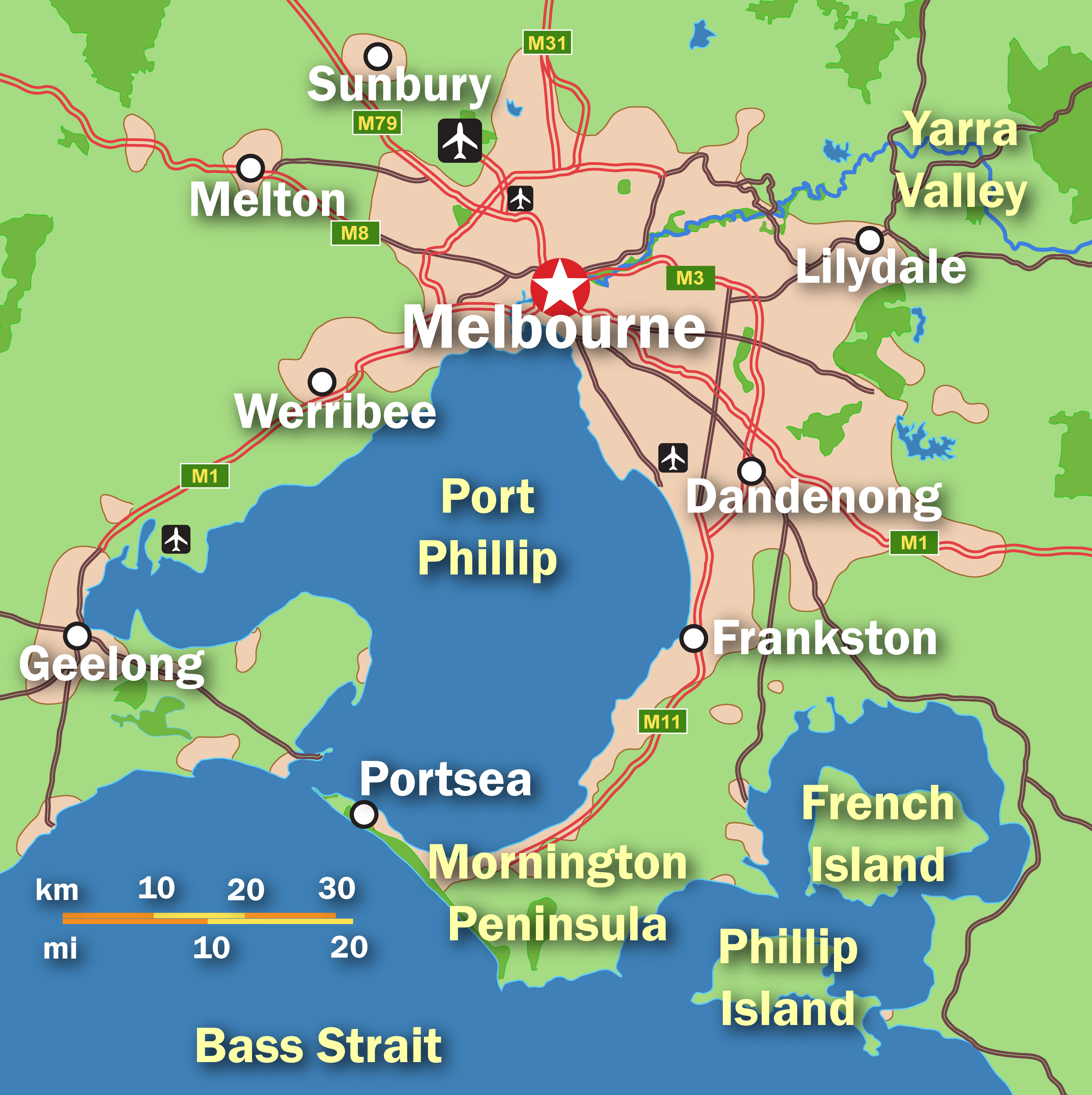
Bản đồ Melbourne và thành phố lân cận Geelong

Melbourne nằm ở phía đông nam lục địa châu Úc, thuộc tiểu bang Victoria (Úc). Về mặt địa chất, nó được tạo nên trên sự hợp lưu của dung nham Đệ tứ chảy về phía tây, đá mài Silurian về phía đông, và sự tích tụ cát Holocene ở phía đông nam dọc theo cảng Phillip. Các vùng ngoại ô phía đông nam nằm trên đứt gãy Selwyn, vùng này bao bọc Mount Martha và Cranbourne.
Melbourne trải dài dọc theo sông Yarra về phía Thung lũng Yarra và Dandenong Rangers về phía đông. Nó mở rộng về phía bắc qua các thung lũng lượn sóng nhấp nhô của các nhánh sông Yarra - lạch Moonee Ponds (về phía sân bay Tullamarine), lạch Merri-Creek và sông Plenty - tới các nơi bên ngoài ngoại ô của Craigieburn và Whittlesea.
Thành phố đi về phía đông nam qua Dandenong đến hành lang tăng trưởng của Pakenham về phía Tây Gippsland và đi về phía nam qua thung lũng Dandenong Creek, bán đảo Mornington và thành phố Frankston đi theo đỉnh Olivers Hill, Mount Martha và Arthurs Seat, trải dài dọc theo bờ biển Port Phillip như là một khu liên hợp đơn lẻ để đến ngoại ô Portsea và Point Nepean. Phía tây giáp sông Maribyrnong và các nhánh của nó về hướng Bắc về phía Sunbury và vùng đồi dãy Macedon và dọc theo vùng đất đồng bằng núi lửa phẳng hướng về phía Melton ở phía tây, Werribee ở chân núi của rặng đá You Yangs phía tây nam của CBD. Sông Little và thị trấn cùng tên, đánh dấu biên giới giữa Melbourne và thành phố Geelong lân cận.
Các bãi biển chính của Melbourne nằm ở các vùng ngoại ô khác nhau dọc theo bờ vịnh Port Phillip, trong những khu vực như Port Melbourne, Albert Park, St Kilda, Elwood, Brighton, Sandringham, Mentone, Frankston, Altona, Williamstown và Werribee South. Những bãi biển lướt sóng gần nhất nằm cách Melbourne CBD ở phía đông nam 85 km (53 dặm) về phía sau các bãi biển của Rye, Sorrento và Portsea.

### Khí hậu
Melbourne có khí hậu ôn đới hải dương (Köppen Climate Cfb) với đặc trưng là mùa hè ấm áp và mùa đông mát mẻ. Melbourne nổi tiếng với kiểu thời tiết hay thay đổi, thường được coi là có 'bốn mùa trong một ngày'. Điều kiện thời tiết ở đây hay thay đổi do vị trí của Melbourne nằm trên ranh giới giữa khu vực nội địa khô nóng và bờ biển phía nam mát mẻ. Sự khác biệt về nhiệt độ này được ghi nhận nhiều nhất trong những tháng mùa xuân và mùa hè và có thể tạo ra những hiện tượng frông lạnh rất mạnh mẽ. Các frông lạnh có thể gây ra các hình thức thời tiết khắc nghiệt khác nhau từ các cơn bão và mưa đá, nhiệt độ tăng giảm thất thường và mưa to. Mùa đông, tuy nhiên, thường rất ổn định, nhưng ẩm ướt và thường có mây.
Port Phillip thường ấm hơn các đại dương xung quanh, đặc biệt là vào mùa xuân và mùa thu; điều này có thể thiết lập một "hiệu ứng bay" tương tự như "hiệu ứng hồ" nhìn thấy trong điều kiện thời tiết lạnh hơn, nơi mưa rào rải rác trên vịnh. Các trận mưa nặng có thể thường ảnh hưởng đến các địa điểm giống nhau (thường là vùng ngoại ô phía đông) trong một khoảng thời gian dài, trong khi phần còn lại của Melbourne và các khu vực xung quanh vẫn khô ráo. Nhìn chung, Melbourne, do bóng mưa của Otway Rangers, khô hơn so với đổ ẩm trung bình của bang Victoria. Trong thành phố và các khu vực xung quanh, lượng mưa thay đổi rất nhiều, từ khoảng 425 milimet (17 inch) ở Sông Little đến 1250 mm (49 inch) ở rìa phía đông tại Gembrook. Melbourne có 48,6 ngày có thời tiết trong xanh hàng năm. Nhiệt độ điểm sương vào mùa hè dao động từ 9,5 °C (49,1 °F) đến 11,7 °C (53,1 °F). [74]
Mùa hè ở Melbourne kéo dài từ tháng 10 đến hết tháng 5 năm sau. Những tháng đầu năm thường là giai đoạn cao điểm của mùa hè ở Melbourne. Vào thời điểm này, thành phố thường phải đón nhận thời tiết nắng nóng rất khắc nghiệt và nhiệt độ có thể hơn 40 °C. Nhiệt độ cao nhất ghi nhận tại đây là 46,4 °C (115,5 °F) vào ngày 7 tháng 2 năm 2009. Tuy nhiên, khác mùa hè, mùa đông ở Melbourne ít khắc nghiệt hơn và chỉ kéo dài từ tháng 6 đến tháng 9. Nhiệt độ đôi khi có thể lạnh và nhiều mưa nhưng hiếm khi giảm sâu quá 5 °C. Nhiệt độ thấp nhất từng ghi nhận là -2,8 °C (27,0 °F) vào ngày 21 tháng 7 năm 1869. Trong khi tuyết thỉnh thoảng được nhìn thấy tại những khu vực núi cao ở ngoại ô thành phố, hiện tượng này vẫn chưa xuất hiện lại ở trung tâm thành phố kể từ năm 1986.

Nhiệt độ trung bình của biển dao động từ 14,6 °C (58,3 °F) vào tháng Chín đến 18,8 °C (65,8 °F) vào tháng Hai, tại Port Melbourne, nhiệt độ trung bình của biển là như nhau.
| Dữ liệu khí hậu của Melbourne     | Dữ liệu khí hậu của Melbourne | Dữ liệu khí hậu của Melbourne | Dữ liệu khí hậu của Melbourne | Dữ liệu khí hậu của Melbourne | Dữ liệu khí hậu của Melbourne | Dữ liệu khí hậu của Melbourne | Dữ liệu khí hậu của Melbourne | Dữ liệu khí hậu của Melbourne | Dữ liệu khí hậu của Melbourne | Dữ liệu khí hậu của Melbourne | Dữ liệu khí hậu của Melbourne | Dữ liệu khí hậu của Melbourne | Dữ liệu khí hậu của Melbourne |
| Tháng                             | 1                             | 2                             | 3                             | 4                             | 5                             | 6                             | 7                             | 8                             | 9                             | 10                            | 11                            | 12                            | Năm                           |
| --------------------------------- | ----------------------------- | ----------------------------- | ----------------------------- | ----------------------------- | ----------------------------- | ----------------------------- | ----------------------------- | ----------------------------- | ----------------------------- | ----------------------------- | ----------------------------- | ----------------------------- | ----------------------------- |
| Cao kỉ lục °C (°F)                | 45.6 (114.1)                  | 46.4 (115.5)                  | 41.7 (107.1)                  | 34.9 (94.8)                   | 28.7 (83.7)                   | 22.4 (72.3)                   | 23.3 (73.9)                   | 26.5 (79.7)                   | 31.4 (88.5)                   | 36.9 (98.4)                   | 40.9 (105.6)                  | 43.7 (110.7)                  | 46.4 (115.5)                  |
| Trung bình ngày tối đa °C (°F)    | 25.9 (78.6)                   | 25.8 (78.4)                   | 23.9 (75.0)                   | 20.3 (68.5)                   | 16.7 (62.1)                   | 14.1 (57.4)                   | 13.5 (56.3)                   | 15.0 (59.0)                   | 17.3 (63.1)                   | 19.7 (67.5)                   | 22.0 (71.6)                   | 24.2 (75.6)                   | 19.9 (67.8)                   |
| Tối thiểu trung bình ngày °C (°F) | 14.3 (57.7)                   | 14.6 (58.3)                   | 13.2 (55.8)                   | 10.8 (51.4)                   | 8.7 (47.7)                    | 6.9 (44.4)                    | 6.0 (42.8)                    | 6.7 (44.1)                    | 8.0 (46.4)                    | 9.6 (49.3)                    | 11.2 (52.2)                   | 12.9 (55.2)                   | 10.2 (50.4)                   |
| Thấp kỉ lục °C (°F)               | 5.5 (41.9)                    | 4.5 (40.1)                    | 2.8 (37.0)                    | 1.5 (34.7)                    | −1.1 (30.0)                   | −2.2 (28.0)                   | −2.8 (27.0)                   | −2.1 (28.2)                   | −0.5 (31.1)                   | 0.1 (32.2)                    | 2.5 (36.5)                    | 4.4 (39.9)                    | −2.8 (27.0)                   |
| Lượng mưa trung bình mm (inches)  | 47.1 (1.85)                   | 48.0 (1.89)                   | 50.1 (1.97)                   | 57.3 (2.26)                   | 55.7 (2.19)                   | 49.5 (1.95)                   | 47.5 (1.87)                   | 50.0 (1.97)                   | 58.0 (2.28)                   | 66.0 (2.60)                   | 60.3 (2.37)                   | 59.2 (2.33)                   | 648.7 (25.54)                 |
| Số ngày mưa trung bình            | 8.3                           | 7.5                           | 9.4                           | 11.8                          | 14.6                          | 15.4                          | 16.2                          | 16.1                          | 14.9                          | 14.2                          | 11.8                          | 10.4                          | 150.6                         |
| Số giờ nắng trung bình tháng      | 279.0                         | 228.8                         | 210.8                         | 168.0                         | 120.9                         | 108.0                         | 114.7                         | 145.7                         | 171.0                         | 195.3                         | 210.0                         | 232.5                         | 2.184,7                       |
| Số giờ nắng trung bình ngày       | 9.0                           | 8.1                           | 6.8                           | 5.6                           | 3.9                           | 3.6                           | 3.7                           | 4.7                           | 5.7                           | 6.3                           | 7.0                           | 7.5                           | 6.0                           |
| Nguồn: Bureau of Meteorology      |                               |                               |                               |                               |                               |                               |                               |                               |                               |                               |                               |                               |                               |

## Lịch sử

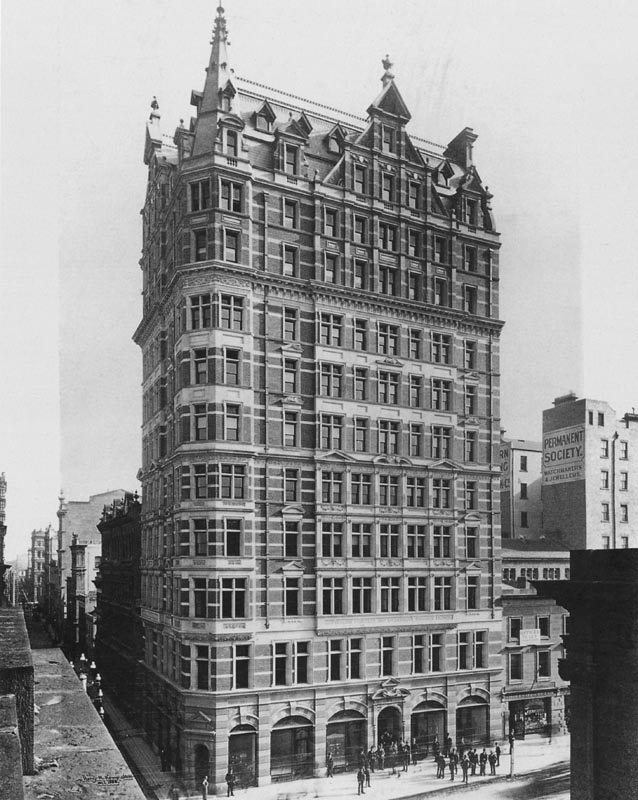
Tòa nhà APA, được xây dựng trong thời kỳ Bùng nổ cơn sốt vàng vào những năm 1880. Vào thời điểm đó, Melbourne là một trong những thành phố giàu có nhất thế giới.

Melbourne được thành lập vào năm 1835 bởi những người khai hoang đến từ vùng Van Diemen (Tasmania). Nó được xây dựng trên đất của người Kulin, cư dân bản địa của vùng đất này. Melbourne là thủ phủ đầu tiên của quận Port Phillip, New South Wales và sau đó là thuộc địa tách biệt của bang Victoria. Việc tìm thấy vàng ở Victoria vào thập niên 1850 đã dẫn đến một làn sóng tìm vàng ở Victoria, Melbourne nhanh chóng trở thành một trung tâm cảng biển và dịch vụ. Sau đó, nó trở thành trung tâm sản xuất hàng đầu của Úc. Suốt thập niên 1880, Melbourne là thành phố lớn thứ hai của Đế quốc Anh, và được biết đến với cái tên "Melbourne kỳ diệu" (Marvellous Melbourne). Kiến trúc thời Victoria hiện diện khắp nơi ở Melbourne và ngày nay thành phố này là nơi có nhiều nhất những kiến trúc thời đại Vitoria còn tồn tại so với các thành phố khác trên khắp thế giới ngoại trừ Luân Đôn.
Vào ngày 1 tháng 1 năm 1901, Melbourne đã trở thành Thủ đô của Liên bang Úc. Quốc hội Liên bang đầu tiên được thành lập vào ngày 9 tháng 5 ở Tòa nhà Triển lãm Hoàng gia. Trụ sở chính phủ và thủ đô của quốc gia được đặt ở Melbourne cho đến năm 1927, khi nó được chuyển đến Canberra. Melbourne tiếp tục phát triển trong suốt nửa đầu thế kỷ 20, đặc biệt với các dân di cư sau Chiến tranh thế giới thứ hai và uy tín trong việc tổ chức Thế vận hội mùa hè 1956 vào năm 1956. Ngay cả sau khi thủ đô chính trị được dời đến Canberra, Melbourne vẫn tiếp tục là trung tâm kinh doanh và tài chính cho đến thập niên 1970, khi nó bắt đầu đánh mất vị trí dẫn đầu vào tay Sydney. Thêm vào đó, Melbourne cũng là một trung tâm phát triển của các loại hình nghệ thuật.
Vào thập niên 1980, Melbourne trải qua một cuộc khủng hoảng do nạn chảy máu nhân lực cho New South Wales và Queensland. Vào thập niên 1990, chính phủ của Thủ hiến Jeff Kennett thuộc Đảng Tự do tìm cách thay đổi xu hướng trên bằng sự phát triển các tòa cao ốc công cộng mới (như Viện bảo tàng Melbourne, Trung tâm Triển lãm và Hội nghị Melbourne, Crown Casino), và việc quảng bá những sự kiện, thành tựu xuất sắc của Melbourne ra bên ngoài và cộng đồng cư dân Melbourne. Việc làm này được tiếp tục dưới chính phủ của thủ hiến đương nhiệm, Steve Bracks, thuộc Đảng Lao động.

## Con người

### Dân số

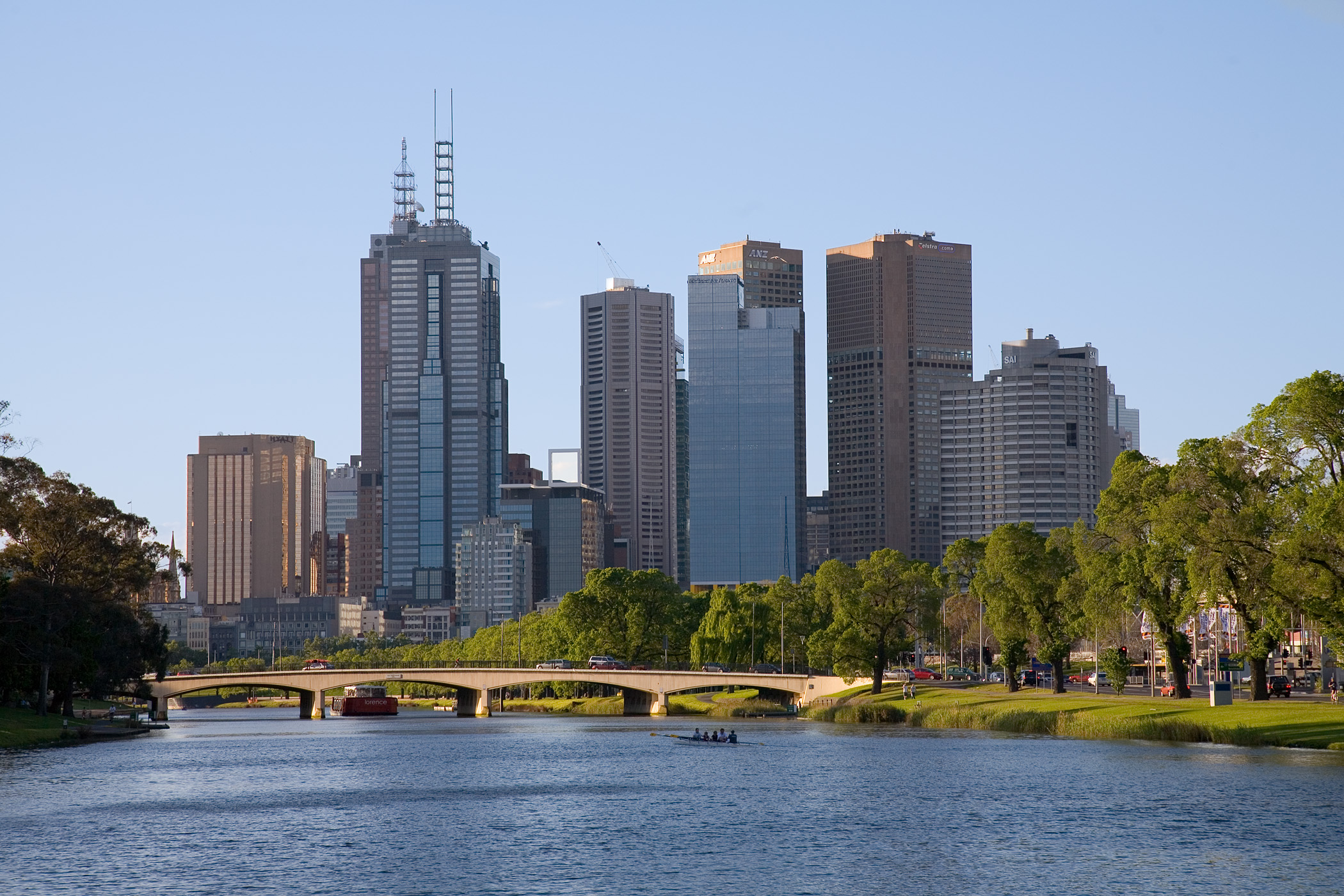
Melbourne nhìn từ bờ phía đông-nam dọc theo con sông Yarra, quê hương của những tay chèo thuyền và những đội thủy thủ cự phách

Dân số Melbourne tăng một cách đột ngột vào thời kỳ mọi người đổ xô đi tìm vàng. Gần 125.000 người từ khắp nơi trên thế giới đã đến đây chỉ trong một năm. Trong 2 thập niên sau đó, 1870 và 1880, Melbourne là thành phố đông dân nhất Úc.
Vào thập niên 1890, sự suy sụp kinh tế sâu sắc đã hạ gục Melbourne. Dân số Melbourne sụt giảm một lượng lớn trong những năm 1890 là kết quả của làn sóng những người thất nghiệp di cư về phía tây để tìm vàng hoặc việc làm trong những ngành công nghiệp mới mẻ được kích thích bởi thứ kim loại quý giá này.
Nhu cầu về dân số tăng lên và lực lượng lao động đã tiếp nhận nhiều người Anh, Nam Tư, Hà Lan, Đức, Ả Rập và Maltese di cư đến sau năm 1945. Một số lớn người Ý và Hy Lạp cũng đã đến vào những thập niên 1950 và 1960, trở thành những cộng đồng lớn nhất bên cạnh những cộng đồng khác từ Anh và Ireland. Melbourne là nơi có cộng đồng người Hy Lạp có tổ tiên sinh sống ngoài đất nước Hy Lạp đông nhất thế giới.
Trong những thập niên 1970 và 1980, những người tị nạn đến từ Campuchia và Việt Nam đã chọn Melbourne làm quê hương cùng với người Ấn Độ, Philippines và Malaysia. Làn sóng dân di cư gần đây nhất đến từ Nam Phi.
Mặc dù Brisbane và Perth là những thành phố phát triển nhanh hơn (chỉ trong một vài giai đoạn) và sự di cư nội bộ trong mạng lưới các tiểu bang của Victoria thay đổi bất thường, thống kê cho thấy dân số Melbourne tăng xấp xỉ 50.000 người một năm kể từ năm 2003, nhiều hơn bất kỳ thành phố nào khác ở Úc.
Sự thu hút một tỉ lệ lớn những người di cư từ hải ngoại và di cư trong nội bộ các tiểu bang từ Sydney có nguyên nhân chủ yếu từ việc "dễ dàng" được cấp nhà.
Trong những năm gần đây, ở Melton, Wyndham và Casey các thống kê đã ghi nhận tỉ lệ tăng trưởng cao nhất trong tất cả các chính quyền địa phương ở Úc.

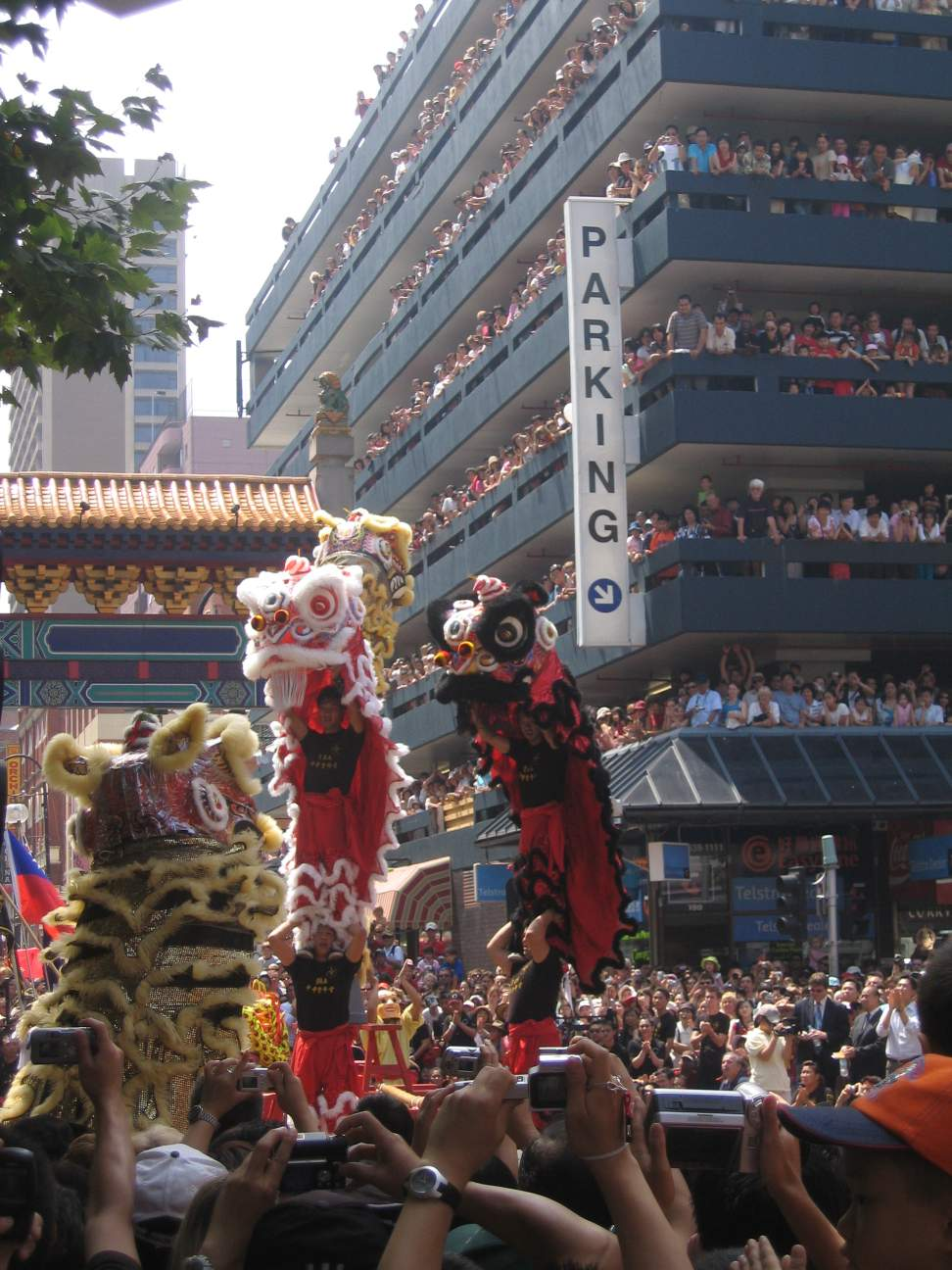
Múa lân mừng năm mới Âm lịch tại trung tâm thành phố.

Dân số Melbourne theo năm:
- 1836: 177
- 1851: 20.000
- 1854: 300.800 (nhập cư tìm vàng)
- 1860: 500.000
- 1895: 900.000
- 1956: 1.500.000
- 1981: 2.806.000
- 1991: 3.156.700
- 2001: 3.366.542
- 2004: 3.559.700
- 2012: 4.000.000 (dự đoán)

### Mật độ dân số
Melbourne là một thủ phủ trải dài. Mật độ dân số của Melbourne đã giảm đi sau Chiến tranh thế giới thứ hai, cùng với những xe hơi riêng và sự quyến rũ của việc mở rộng nhà cửa và đất đai ra ngoại ô, chủ yếu là về hướng Đông. Sau nhiều cuộc tranh luận vào thập niên 1980 (thường là rất mãnh liệt, trên công chúng rộng rãi cũng như trong giới chuyên môn quy hoạch), sự suy giảm trên đã thật sự được đảo lại vào những năm đầu thập niên 1990. Lúc đó Melbourne trở nên nóng bỏng bởi sự suy sụp của thị trường bất động sản, và thành phố đã có sự gia tăng mật độ ở nội ô cũng như các vùng ngoại ô phía Đông.
Mật độ dân số nội thành (người/ha) theo năm:
- 1951 23,4 Melb. Metro. Planning Scheme 1954, p. 23
- 1961 21,4 Australian Bureau of Statistics
- 1971 18,1 A.B.S.
- 1976 16,75 Melbourne Social Atlas, 1976 (A.B.S.)
- 1981 15,9 Social Atlas, 1981
- 1986 16,05 Soc. Atlas/"Supermap" Census Data, 1986
- 1991 16,8 Social Atlas/Supermap, 1991
- 1996 17,9 Department of Infrastructure, 1998

## Chính phủ
Vùng đô thị Melbourne không có một cơ quan chính quyền thống nhất, mà được chia thành 31 khu vực chính quyền địa phương lớn nhỏ quản lý. Thành phố Melbourne do bà đô trưởng Sally Capp đứng đầu chịu trách nhiệm quản lý khu lõi nội thành trung tâm và vài vùng nội ô lân cận. Phần còn lại của được chia làm 30 khu vực hành chính, tất cả đều được gọi là những thành phố (city), ngoại trừ 5 đô thị ở vùng ven của thành phố được gọi là quận (shire). Những đô thị này đều có hội đồng được cử ra để chịu trách nhiệm về những chức năng được ủy thác cho họ bởi chính phủ bang Victoria. Những chức năng này bao gồm quy hoạch, thu gom rác, làm vệ sinh các bãi tắm, công viên và vườn tược, chăm sóc trẻ em và nhà trẻ, các lễ hội địa phương và các hoạt động văn hóa, chăm sóc người cao tuổi, giám sát sức khỏe cộng đồng, hệ thống vệ sinh và những vấn đề tương tự. Tiền thuế thu được từ người dân được chi tiêu cho các hoạt động này. Hội đồng được đại diện chung bởi Hiệp hội chính phủ địa phương bang Victoria (Local Government Association of Victoria).
Phần lớn hoạt động của các chính quyền thành phố trên được chính quyền bang Victoria kiểm soát. Những hoạt động này bao gồm vận tải, quản lý các đường chính, điều khiển giao thông, các chính sách, giáo dục trên mức mẫu giáo, việc hoạch định các dự án lớn. Bởi vì ba phần tư dân số của bang Victoria sống ở Melbourne, chính quyền bang đã có truyền thống miễn cưỡng trong việc cho phép phát triển hệ thống chính quyền thành phố, vì đây là việc ảnh hưởng đến sự sống còn của chính quyền bang. Vì lý do trên, Ban việc làm Melbourne và Vùng thủ phủ được thành lập năm 1992 đã trở nên một cơ quan quyền lực tự trị hùng mạnh.

## Giáo dục

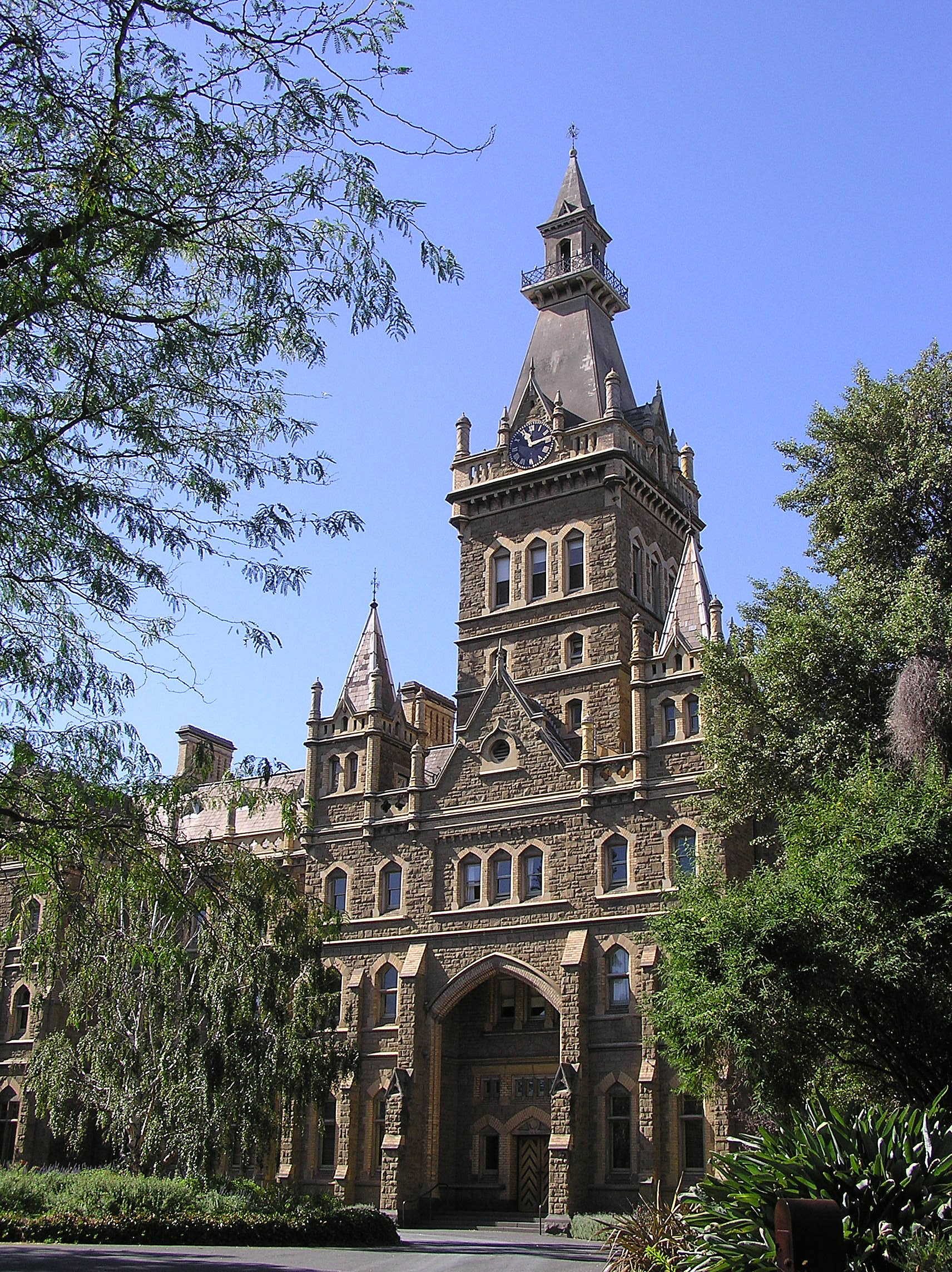
Trường Cao đẳng Ormond, một thành viên của Đại học Melbourne

Một số đại học được đặt ở Melbourne, bao gồm các trường như Đại học Deakin, Đại học La Trobe, Đại học Monash, Đại học RMIT, Đại học Kỹ thuật Swinburne, Đại học Melbourne và Đại học Kỹ thuật Victoria.
Các trường đại học ở Melbourne có các cơ sở trên khắp nước Úc và cả ở nước ngoài. Đại học Swinburne có các cơ sở ở Malaysia, trong khi Monash có một trung tâm nghiên cứu có trụ sở tại Prato, Ý. Đại học Melbourne, trường đại học lâu đời thứ hai ở Úc, được xếp hạng đầu tiên trong số các trường đại học Úc trong bảng xếp hạng trường đại học quốc tế năm 2016 THES. Phụ trương Giáo dục Đại học lần thứ 2016-2017 xếp hạng Đại học Tốt nhất 33 của Đại học Melbourne, và Đại học Monash được xếp hạng 74. Cả hai đều là thành viên của Nhóm Tám, liên minh các trường đại học hàng đầu của Úc cung cấp giáo dục toàn diện và hàng đầu.
Tính đến năm 2017 Đại học RMIT xếp thứ 17 trên thế giới về nghệ thuật và thiết kế, và thứ 28 về kiến trúc. Trường Đại học Công nghệ Swinburne, có trụ sở tại ngoại ô thành phố Melbourne của Hawthorn, được xếp hạng 76th-100th trên thế giới về vật lý học của Xếp hạng Học vấn Các trường Đại học Thế giới, làm cho Swinburne trở thành trường đại học duy nhất của Úc nằm ngoài Nhóm Tám để đạt được một đánh giá hàng đầu trong một kỷ luật khoa học. Đại học Deakin duy trì hai cơ sở lớn ở Melbourne và Geelong, và là trường đại học lớn thứ ba ở Victoria. Trong những năm gần đây, số sinh viên quốc tế tại các trường đại học Melbourne đã tăng lên nhanh chóng, kết quả của một số lượng ngày càng tăng cho sinh viên trả phí đầy đủ. Giáo dục ở Melbourne được giám sát bởi Bộ Giáo dục và Phát triển Trẻ thơ Victoria (DEECD), có vai trò là "cung cấp tư vấn chính sách và lập kế hoạch cho việc giáo dục".
Melbourne cũng là nơi có nhiều trường cao đẳng thần học, bao gồm Trường Thần học Presbyterian, Trường Thần học Cải cách, Trường Ridley và Trường Thần học Melbourne.

## Kinh tế
Melbourne có một nền kinh tế đa dạng cao với những thế mạnh về tài chính, sản xuất, nghiên cứu, công nghệ thông tin, giáo dục, hậu cần, vận tải và du lịch. Melbourne là trụ sở chính của nhiều tập đoàn lớn nhất nước Úc, bao gồm 5 trong số 10 doanh nghiệp lớn nhất nước này (dựa trên doanh thu), và 5 trong số 7 công ty lớn nhất trong nước (dựa trên vốn hóa thị trường) [149] (ANZ, BHP Billiton công ty khai thác mỏ lớn nhất thế giới), Ngân hàng Quốc gia Úc, CSL và Telstra, cũng như các cơ quan đại diện và tổ chức tư vấn như Hội đồng Kinh doanh của Úc và Hội đồng Công đoàn Úc. Các khu ngoại ô của Melbourne cũng có trụ sở chính của Wesfarmers Coles (bao gồm cả Liquorland), Bunnings, Target, K-Mart và Officeworks. Thành phố này là cảng biển lớn nhất và nhộn nhịp nhất của Úc, mỗi năm có hơn 75 tỷ đô la Úc thương mại và 39% thương mại container của nước này. Sân bay Melbourne cung cấp dịch vụ hàng không vào cho khách quốc tế và quốc tế, và là sân bay bận rộn thứ hai của Úc.
Melbourne cũng là một trung tâm tài chính quan trọng. Trong Chỉ số Trung tâm Tài chính Toàn cầu năm 2017, Melbourne được xếp hạng là có trung tâm tài chính cạnh tranh thứ 21 trên thế giới. Hai trong bốn ngân hàng lớn, NAB và ANZ, có trụ sở tại Melbourne. Thành phố này đã tạo ra một chỗ đứng như là trung tâm hàng đầu của Úc về quỹ hưu bổng (pension), với 40% trong tổng số, và 65% các quỹ siêu công nghiệp, bao gồm Quỹ Tương lai Chính phủ Liên bang Úc trị giá 109 tỷ đô la Úc. Thành phố được đánh giá là 41 trong số 50 thành phố tài chính hàng đầu được khảo sát bởi Trung tâm Thương mại của MasterCard Worldwide Index (2008), chỉ đứng sau Sydney (thứ 12) tại Úc. Melbourne là trung tâm công nghiệp lớn thứ hai của Úc. Đây là cơ sở của Úc đối với một số nhà sản xuất quan trọng như Boeing, nhà sản xuất xe tải Kenworth và Iveco, Cadbury cũng như Bombardier Transportation và Jayco, trong số nhiều hãng khác. Đây cũng là nơi có nhiều nhà sản xuất khác nhau, từ hóa dầu và dược phẩm đến các sản phẩm may mặc thời trang, chế tạo giấy và chế biến thực phẩm. Khu ngoại ô phía đông nam của Scoresby là trụ sở chính của Nintendo tại Úc. Thành phố cũng tự hào có một trung tâm nghiên cứu và phát triển cho Ford Australia, cũng như một studio thiết kế toàn cầu và trung tâm kỹ thuật cho General Motors và Toyota tương ứng.
Melbourne là một trung tâm công nghiệp và thương mại rộng lớn. Nhiều công ty lớn của Úc, và nhiều liên doanh đa quốc gia đã đặt trụ sở tại đây (khoảng một phần ba các công ty đa quốc gia lớn nhất tại Úc vào năm 1992). Cơ quan đầu não đại diện cho công nhân Úc cũng đặt trụ sở tại Melbourne.
Melbourne là nơi có hải cảng lớn nhất của Úc và có nhiều ngành công nghiệp tự động (kể cả nhà máy sản xuất động cơ Holden, Ford và Toyota), và nhiều ngành công nghệ sản xuất khác. Các đại hội thể thao cũng mang lại nhiều dự án xây dựng hạ tầng cơ sở.
CSL, một trong năm công ty công nghệ sinh học hàng đầu thế giới, và Sigma Pharmaceuticals có trụ sở tại Melbourne. Hai là những công ty dược phẩm lớn nhất của Úc được liệt kê. Melbourne có một ngành công nghiệp ICT quan trọng, sử dụng hơn 60.000 người (một phần ba lực lượng lao động ICT của Úc), với doanh thu 19.8 tỷ đô la Úc và doanh thu xuất khẩu của là 615 triệu đô la Úc. Ngoài ra, du lịch cũng đóng một vai trò quan trọng trong nền kinh tế của Melbourne, với khoảng 7,6 triệu du khách trong nước và 1,88 triệu du khách quốc tế trong năm 2004. Năm 2008, Melbourne vượt qua Sydney với số tiền mà khách du lịch trong nước chi tiêu trong thành phố, chiếm khoảng 15,8 tỷ đô la Úc mỗi năm. Melbourne đã thu hút được một phần ngày càng tăng của thị trường hội nghị trong nước và quốc tế. Khách sạn Hilton và khu thương mại nằm cạnh Trung tâm Triển lãm và Hội nghị Melbourne để liên kết phát triển dọc theo sông Yarra với khu vực Southbank và tái phát triển Docklands trị giá hàng tỷ đô la.
Tổ chức "Kinh Tế tri thức" xếp Melbourne là thành phố đắt đỏ thứ tư trên thế giới để sống theo chỉ số sinh hoạt phí trên toàn thế giới vào năm 2013. Các điểm tham quan được truy cập nhiều nhất là Quảng trường Liên bang, Chợ Nữ hoàng Victoria, Casino Crown, Southbank, Sở thú Melbourne, Thủy cung Melbourne, Docklands, Phòng trưng bày Quốc gia Victoria, Bảo tàng Melbourne, Đài quan sát Deck ở Melbourne, Trung tâm Nghệ thuật Melbourne và Sân Cricket ở Melbourne.
Tổ chức "Kinh tế tri thức" cũng xếp Melbourne thành một thành phố dễ sống nhất trên thế giới trong bảy năm liên tiếp (2011-2017)

## Giao thông

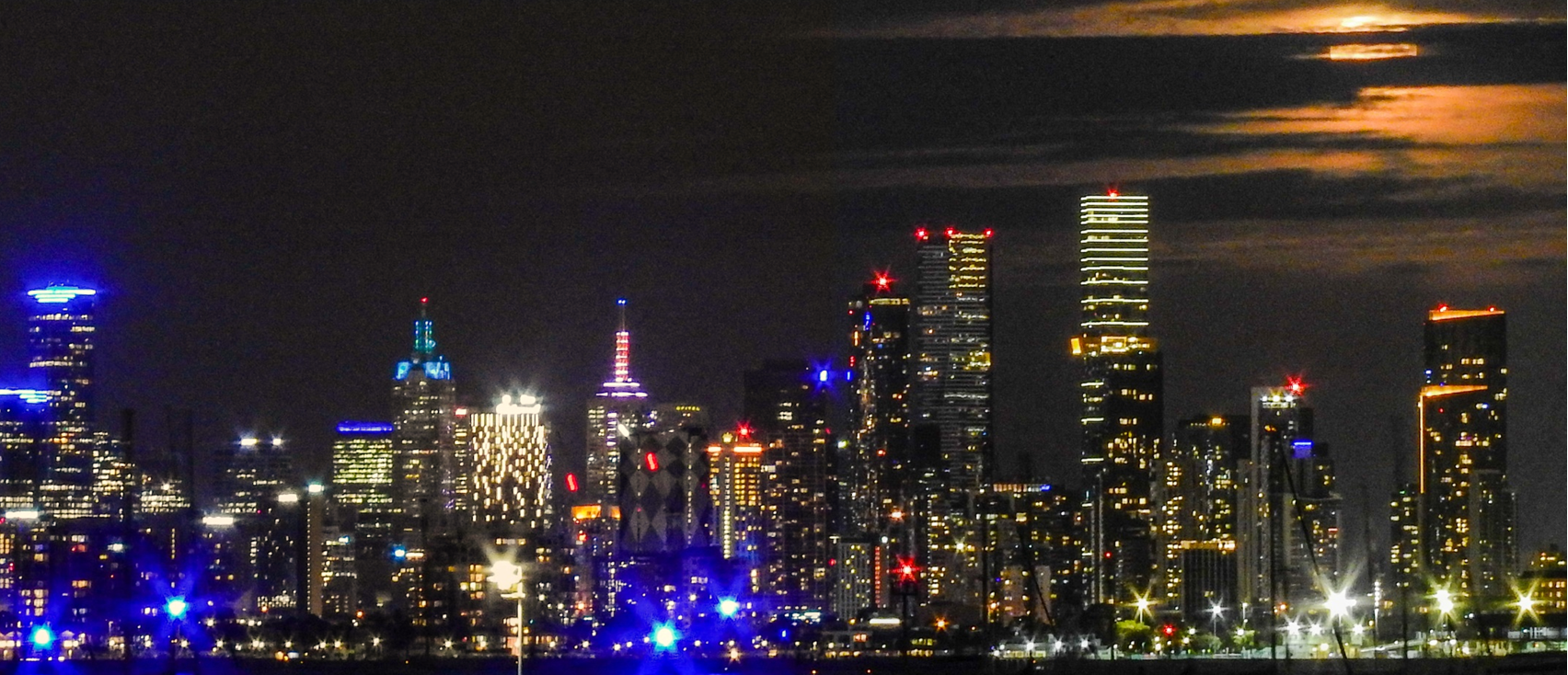
Đường chân trời của Melbourne về đêm

Melbourne được trang bị một hệ thống giao thông công cộng khá hoàn thiện. Nó có một hệ thống xe điện dày đặc, 300 tuyến xe buýt và hệ thống xe lửa với hơn 15 đường ray. Giống như bất cứ thành phố lớn khác trên thế giới, Melbourne có một hệ thống giao thông hoà nhập, tuy nhiên những vùng ngoại ô vẫn gặp khó khăn về đi lại. Cảng Melbourne là hải cảng vận chuyển hàng hoá lớn nhất nước Úc. Sân bay Melbourne đứng thứ hai của quốc gia về số lượng khách.

## Truyền thông
Melbourne có hai tờ báo lớn và một tờ báo nhỏ. Có ba kênh truyền hình thương mại và ba kênh truyền hình công cộng. Melbourne có một lĩnh vực rộng các đài phát thanh dựa trên mạng lưới Austereo.

## Melbourne trong văn hóa
Melbourne có mối liên hệ mật thiết với sự thiết lập nền nghệ thuật hình ảnh của nước Úc. Trường phái Heidelberg, được xem là phong trào nghệ thuật thuần Úc đầu tiên, (ít nhất là về những tác phẩm phương Tây kinh điển), phần lớn là các tác phẩm của các nghệ sĩ Melbourne, và nhiều tác phẩm đang được trưng bày tại Viện bảo tàng Nghệ thuật bang Victoria.
Melbourne đã là cảnh cho nhiều tiểu thuyết, nhiều vở kịch truyền hình và phim. Mystery of a Hansom Cab, tác phẩm bán chạy nhất thế giới của Fergus Hume, mà đã vượt qua cả truyện Sherlock Holmes lúc bấy giờ, được lấy bối cảnh trong thời đại tìm vàng tại Melbourne. Quyển Power Without Glory (Quyền lực không vinh quang) của Frank Hardy kể về một thương gia Melbourne tên là John West và lấy bối cảnh tại Collingwood, một vùng ngoại ô của tầng lớp lao động Melbourne. Có lẽ tác phẩm được thế giới biết đến nhiều nhất là quyển On the Beach (Trên bãi biển) của Nevil Shute. Vào năm 1959, nó được chuyển thành phim với sự tham gia diễn xuất của Gregory Peck, Ava Gardner và được Stanley Kramer đạo diễn. Bộ phim miêu tả các cư dân Melbourne lặng lẽ trượt vào cõi vĩnh hằng như những nạn nhân cuối cùng của vụ thảm sát hạt nhân toàn cầu. Được quay tại Melbourne và các vùng phụ cận (một sự lạ thường cho Melbourne lúc đó), bộ phim có lẽ được nhớ nhất về lời bình luận mà Ava Gardner không bao giờ nói ra – mô tả Melbourne như một nơi hoàn hảo để làm một bộ phim về sự tận thế, nhận xét về chủ nghĩa bảo thủ ảm đạm của Melbourne vào cuối thập niên 1950. Câu trích dẫn ngụ ý được nhà báo Neil Jillett tìm ra. Những phim tương tự được sản xuất khi sự phê bình về các phim truyền hình năm 2000 diễn ra.
Trong những năm gần đây, có thêm nhiều bộ phim được làm tại Melbourne. Một số phim nổi tiếng bao gồm Mad Max, Chopper, Romper Stomper, Mr. Nice Guy và The Castle.
Có lẽ nhiều thính giả đương thời đều biết đến vở kịch truyền hình hàng ngày Neighbours (Những người hàng xóm), dựng tại vùng ngoại ô hư cấu phía đông của Erinsborough, đại diện cho thế giới "bánh mì trắng" của đời sống người Úc vùng ngoại ô. Những chương trình truyền hình hiện thời khác được dựng tại Melbourne gồm Stingers (một vở kịch về cảnh sát), The Secret Life Of Us (Cuộc sống bí mật của chúng ta) và MDA.
Ca sĩ Paul Kelly đã viết vài bài hát nổi tiếng về các khía cạnh của thành phố gần gũi với lòng của nhiều người dân Melbourne, đáng chú ý là "Leaps And Bounds" và "From St Kilda To King's Cross".
Nhà văn châm biếm gốc Malbourne Barry Humphries đã xây dựng nhân vật chính Dame Edna Everage như một phiên bản hài kịch của một bà nội trợ vùng ngoại ô. Qua nhân vật này ông đã trình diễn những bài thơ chua cay về tập tục của Melbourne và tầng lớp trung lưu thành thị ở Moonee Ponds và Highett, giữa vòng những vùng khác. Mặc dầu không lấy bối cảnh tại Melbourne, nhưng bộ phim Queen Of The Damned được quay trong và xung quanh thành phố. Carols by Candlelight (Những bài thánh nhạc bên ánh nến), lần đầu tổ chức vào năm 1938, là một lễ Giáng sinh truyền thống tổ chức hàng năm tại Sân khấu Ca nhạc Myer Sidney.

## Văn hóa và thể thao

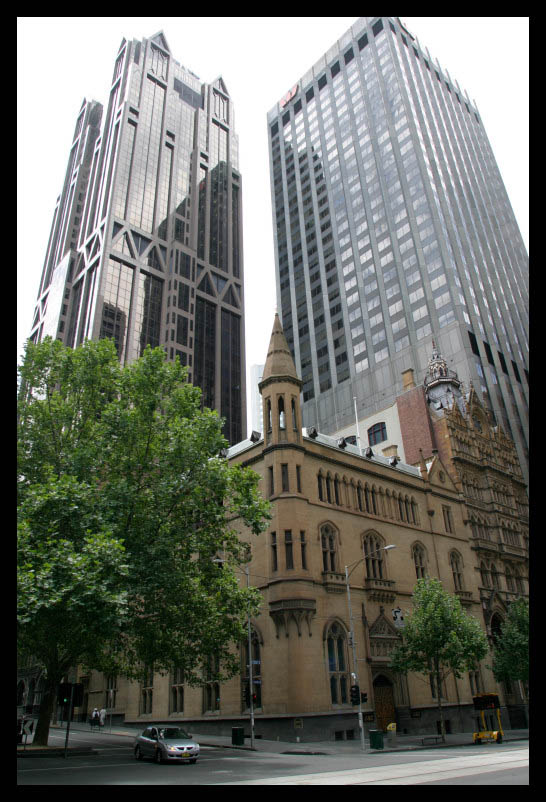
Cổ điển và hiện đại được kết hợp gần gũi ở Melbourne

Trong khi có một cuộc sống văn hóa và có nền nghệ thuật, đáng kể là Đại hội Hài kịch Quốc tế Melbourne và Liên hoan phim Quốc tế Melbourne hàng năm, Melbourne có lẽ được biết đến như một thành phố thể thao.

### Văn hóa
Melbourne là nhà của Balê Úc và là ngôi nhà thứ hai của Opera Úc. Nhà hát Giao hưởng Melbourne được cả quê nhà và thế giới đánh giá rất cao. Melbourne cũng là nơi sinh của nghệ thuật phương Tây tại Úc qua trường phái Heidelberg (đang tranh cãi). Viện bảo tàng quốc gia Victoria có những tác phẩm nghệ thuật đẹp nhất nước Úc, đạc biệt là những tác phẩm Úc thời kỳ đầu mang truyền thống phương Tây. Một số đoàn hát chuyên nghiệp hoạt động tại Melbourne, trong đó Đoàn hát Melbourne là đoàn được tổ chức quy mô nhất, và một hệ thống những đoàn hát nhỏ khác.
Nhạc pop và nhạc rock của Melbourne được xem là sống động nhất nước Úc (đặc biệt là đối với người Melbourne), và đã nuôi dưỡng nhiều nhạc sĩ, nghệ sĩ tiếng tăm trên thế giới như AC/DC, Nick Cave, Crowded House, John Farnham, Graeme Bell, Kylie Minogue và Jet. Melbourne cũng là quê nhà của những ban nhạc hip hop Úc lớn nhất, thường được biết đến với tên "Melburn" hoặc "The Burn" qua những phong cách văn hóa độc nhất. Obese Records, nhãn hiệu thâu băng hip hop Úc dẫn đầu, được thành lập năm 1995 tại Melbourne và được tọa lạc tại Prahran, phía dưới đường Chapel Street nổi tiếng. Melbourne là nhà của một phong cách cứng cỏi của hip hop trong nhà và cũng là quê nhà của những nghệ sĩ Lyrical Commission, Muphin, Reason và Pegz. Những buổi trình diễn thường tổ chức trong thành phố với những cuộc thi và những cuộc triển lãm do những nghệ sĩ có triển vọng tổ chức suốt tuần tại nhiều địa điểm khác nhau.
Nhạc khiêu vũ ở Melbourne là một dòng nhạc lớn nhất và sống động nhất tại Úc. Có nhiều buổi tiệc khiêu vũ diễn ra hầu như mọi đêm trong năm, thường xuyên thu hút những người dẫn chương trình hay nhất thế giới đến thành phố. Melbourne Shuffle được sinh ra tại đây, và đã tiến triển từ lúc đó.

### Thể thao
Melbourne là quê hương của mười trong mười sáu đội bóng của Liên đoàn bóng đá Úc. Mỗi tuần các đội này thi đấu năm trận với số khán giả trung bình mỗi trận khoảng 35.000 người. Melbourne là nơi khai sinh bóng bầu dục Úc và môn thể thao này vẫn là môn thể thao phổ biến nhất tại bang Victoria. Vòng chung kết Lớn (một trong những sự kiện thể thao lớn nhất nước Úc) được tổ chức vào tuần cuối của tháng 9 tại Melbourne Cricket Ground (một khu vực rộng có thể chứa đến 100.000 khán giả). Melbourne là nơi đăng cai Giải quần vợt Úc Mở rộng (là một trong bốn giải Grand Slam); Melbourne Cup – một giải đua ngựa uy tín nhất thế giới; Giải đấu cricket lớn "Boxing Day" nổi tiếng tổ chức hàng năm từ 26-30 tháng 12 tại Melbourne Cricket Ground; và giải đua xe F1 nước Úc.
Melbourne Storm, chơi ở Liên đoàn Bóng bầu dục Quốc gia, được đặt tại AAMI Park. AAMI Park cũng là sân nhà của các đội bóng Melbourne Victory và Melbourne City, chơi ở giải bóng đá dạng mới của Úc, giải A-League.
Melbourne cũng là đồng tổ chức Cúp Bóng bầu dục Thế giới 2003, gồm nhiều trận đấu vòng tròn và cả các trận bán kết - tất cả các trận đều thi đấu Etihad Stadium. Melbourne cũng là thành phố đầu tiên không thuộc Mỹ đăng cai Giải Bắn súng Cảnh sát Thế giới 1995 và Cúp President 1999 cho golf; cũng là thành phố đầu tiên ở Nam bán cầu tổ chức giải vô địch thế giới Cup Polo (2001). Sự kiện thể thao lớn mới nhất tại thành phố là Đại hội thể thao của Khối thịnh vượng chung 2006 (Commonwealth Games).
Vào 2007, Melbourne là chủ nhà của Giải vô địch Thế giới các môn Thể thao dưới nước.

## Công viên và vườn tược
Melbourne thường được nhắc đến như thành phố cây xanh của nước Úc, và bang Victoria là ""Bang Vườn cây", vì nhiều lý do. Có rất nhiều công viên và vườn cây gần khu trung tâm với nhiều chủng loại cây; từ cây thường đến quý hiếm ở giữa một khung cảnh tuyệt đẹp, những vỉa hè, những đại lộ với những hàng cây đã làm Melbourne trở nên một trong những thành phố xanh tươi nhất thế giới. Cũng có nhiều công viên ở những vùng ngoại ô Melbourne như Stonnington và Booroondara, phía đông nam của khu trung tâm. "Victoria – Bang Vườn Cây" được sử dụng trên biển số xe hơi ở Victoria cho đến năm 1995 và nhiều thị trấn trong vùng có những vườn thực vật được chăm sóc, những công viên và đại lộ trồng cây.

## Du lịch
Melbourne thu hút một số đông du khách, đặc biệt là những du khách balô trẻ. Nó cũng đón tiếp một số lượng lớn nhưng không đều các khán giả đến xem thể thao. Các nhà hàng ở Melbourne rất nhiều, và thường có giá cả hợp lý và chất lượng tốt. Melbourne có tất cả các loại hình quán rượu, phòng trà và hộp đêm. Có rất nhiều điều thú vị để xem ngoài lãnh thổ Melbourne nhưng vẫn trong vòng một ngày đi lại từ Melbourne.

## Thành phố kết nghĩa
Melbourne có nhiều thành phố kết nghĩa:
- Osaka, Nhật Bản - 1978
- Thiên Tân, Trung Quốc - 1980
- Thessaloniki, Hy Lạp - 1984
- Boston, Hoa Kỳ - 1985
- Sankt-Peterburg, Nga - 1989
- Milano, Ý - 2004
- Galle, Sri Lanka - 2005 (Sau cơn sóng thần 2004, Melbourne kết nghĩa Galle để hỗ trợ tiền xây lại sân khúc côn cầu ở đó)